# Voščena morska vetrnica
Voščena morska vetrnica (znanstveno ime Anemonia viridis, prej A. sulcata) je vrsta morskih vetrnic, ki je razširjena od Velike Britanije do Sredozemskega morja, najti pa jo je mogoče tudi v Jadranu.  
Ožigalke te vrste so v globoki vodi lahko sive barve, v plitvejšem morju pa so zelene barve s škrlatnimi vršički. Barva je posledica simbioze z vrsto alg, ki rastejo v ožigalkah in vsebujejo klorofil. Prav zato je ta vrsta morskih vetrnic najbolj pogosta v plitvih vodah. 